# Бурхард I фон Халберщат
Бурхард I фон Халберщат (на немски: Burchard I von Halberstadt, Burchard von Nabburg; * 18 октомври 1000, Наббург; † 18 октомври 1059, Халберщат) от род Швайнфурти, е немски клерик, политик и от 1036 до 1059 г. епископ на Халберщат.

## Живот
Той е син на Хайнрих фон Швайнфурт († 1017), маркграф в Нордгау, и на съпругата му Герберга фон Глайберг († сл. 1036). По-големият му брат Ото III († 1057) е от 1048 г. херцог на Швабия.
През 1032 г. император Конрад II номинира Бурхард за свой канцлер. По желание на император Конрад II той е избран през 1036 г. за епископ на Халберщат. Бурхард строи епископска резиденция, жилища за духовниците, капела и манастир. През 1038/1039 г. той придружава Конрад в похода му в Италия. Той подкрепя политиката и на новия император Хайнрих III.
Епископ Бурхард умира на 18 октомври 1059 г. и е погребан в катедралата на Халберщат. Народът го почита като Светец.